# Alfonsina Strada
Alfonsina Strada   (Castelfranco Emilia, 16 de març de 1891 - Milà, 13 de setembre de 1959) va ser una ciclista italiana, la primera dona que va competir en carreres d'homes com la Volta a Llombardia 1917, 1918 o el Giro d'Itàlia de 1924. És una de les pioneres de la participació femenina a l'esport.